# Estadio municipal de Reus
El estadio municipal de Reus es un estadio situado en la ciudad de Reus. Fue inaugurado en el año 1978 y en él jugó el Reus Deportiu hasta su desaparición y actualmente disputa sus partidos el Reus Futbol Club Reddis. Tiene una capacidad de 4300 espectadores.

## Historia
El estadio se inauguró en el año 1978 y actualmente es el cuarto estadio que ha tenido el equipo de Reus tras el Estadio de la carretera de Salou (1913-1919), el campo del camino del Aleixar (1919-1927) y el Estadio de la Calle Gaudí (1927-1978).
En el estadio actual ha vivido sus mejores años, como las dos temporadas seguidas en la Segunda División B (1981/82-1982/83), en la temporada 2002/03, en la 2005/06 y en la 2011/12, así como la temporada 2016/17 en Segunda División.
El estadio ha sido sede de la competición de fútbol durante los Juegos Mediterráneos de 2018. En él se disputaron dos partidos de la Fase de grupos, así como una semifinal y la final.